# Chini
Chini is een stad in het arrondissement Huadu in de prefectuur Guangzhou in de provincie Guangdong, China.
Het werkkamp heropvoeding door werk van Kanton # 1 ligt in Hexi, wat bij Chini hoort. Het werkkamp heropvoeding door werk van Kanton # 3 ligt in Hengsha, wat bij Chini hoort.